# Murray Chapel

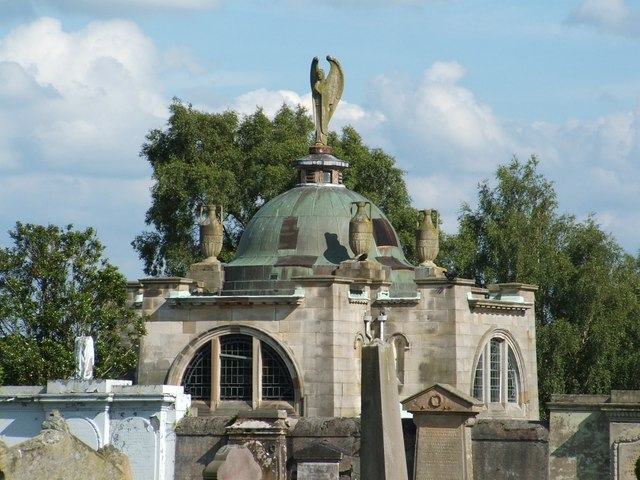
Murray Chapel

Die Murray Chapel, auch Murray’s Memorial Mortuary Chapel, ist eine Kapelle in der schottischen Stadt Lanark in der Council Area South Lanarkshire. 1980 wurde das Bauwerk in die schottischen Denkmallisten zunächst in der Kategorie C aufgenommen. Die Hochstufung in die höchste Denkmalkategorie A erfolgte 2010.

## Geschichte
Die Philanthropin Helen Murray, Tochter des Diamanthändlers John Murray, veranlasste im Jahre 1912 den Bau der ursprünglich Murray’s Memorial Mortuary Chapel benannten Murray Chapel. Sie sollte der Öffentlichkeit als ökumenische Friedhofskapelle dienen. Den Entwurf lieferte der Architekt William Cowie aus Ayr, der vornehmlich als Schul- und Wohngebäudeplaner in Ayr und Ayrshire tätig war. Seit 2006 wird die Kapelle nicht mehr genutzt. 2008 wurde die Murray Chapel in das Register gefährdeter denkmalgeschützter Bauwerke in Schottland aufgenommen. Im Rahmen einer Objektbegehung im Jahre 2014 wurde sein Zustand als schlecht bei moderater Gefährdung eingestuft.

## Beschreibung
Die Murray Chapel steht an prominenter Position inmitten eines Friedhofs nahe den Ruinen der mittelalterlichen St Kentigern’s Church im Osten Lanarks. Für Schottland ist die Ausgestaltung der Kapelle im Jugendstil außergewöhnlich. So existieren nur zwei vergleichbare Bauwerke. Die zweistöckige Kapelle weist einen quadratischen Grundriss auf. Markant sind die allseitigen Thermenfenster. Sie sind mit Gesimsen mit Zahnschnitt verdacht. Von der runden Laterne der abschließenden Kupferkuppel ragt eine Engelsstatue auf. Vier Urnen umgeben die Kuppel. Die Kragsteine des Portalgesimses sind mit Cherubim gestaltet. Das Gesimse trägt die Inschrift: „thou will not leave us in the dust, thou hast made us, thou art just“.